# Alexander Holle

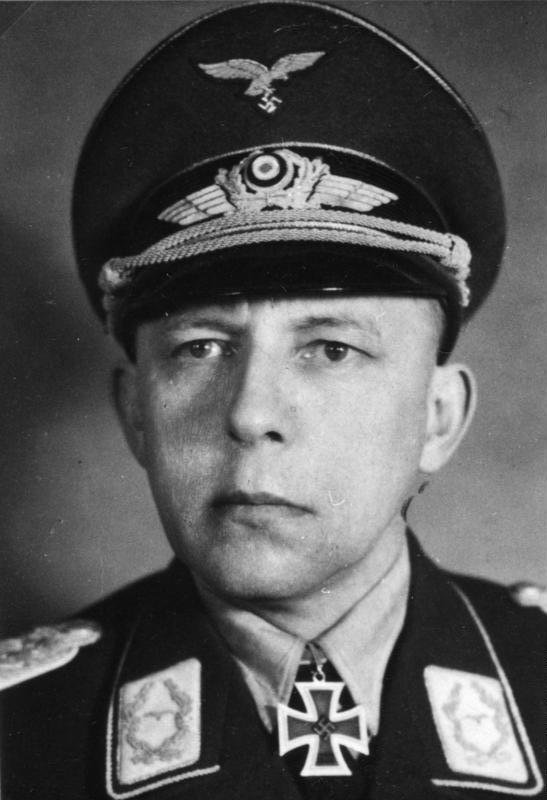
Generalmajor Alexander Holle (1942)

Alexander Holle (* 27. Februar 1898 in Bielefeld; † 16. Juli 1978 in München) war ein deutscher Generalleutnant im Zweiten Weltkrieg.

## Familie
Alexander Holle entstammte der Familie Holle aus Wehdem bei Lübbecke in Westfalen mit dem Ahnherren Heinrich Holle (1653–1723). Sein Großvater war der Jurist und Ehrenbürger der Stadt Dortmund Wilhelm Holle (1821–1909). Holle war das fünfte von sechs Kindern des Oberstaatsanwalts Alexander („Alex“) Holle (* 1852) und dessen Ehefrau Elisabeth, geborene Röder.

## Leben
Holle trat am 16. November 1915 während des Ersten Weltkriegs als Fahnenjunker in das Infanterie-Regiment „Herwarth von Bittenfeld“ (1. Westfälisches) Nr. 13 der Preußischen Armee in Münster ein. Nach fünfmonatiger Ausbildung beim Ersatz-Bataillon einschließlich des üblichen Fahnenjunker-Kursus in Döberitz rückte er Anfang Mai zu seinem aktiven Regiment nach Verdun, wo er unter anderem auch an den Kämpfen beim „Toten Mann“ und bei der Correttes-Höhe teilnahm. Im September 1916 kam das Regiment in einen der Brennpunkte der Schlacht an der Somme bei Bouchavesnes, wo es die Trümmer dieses Dorfes erstürmte und acht Tage lang gegen ununterbrochene Gegenangriffe der Franzosen besetzt hielt. Nach schweren Verlusten wurden die Truppen abgelöst und ohne Ruhepause wieder bei Verdun in der Nähe ihrer alten Stellung auf Höhe 304 wieder eingesetzt. Hier erkrankte Holle an Paratyphus, erlangte aber bald im Feldlazarett seine Felddienstfähigkeit wieder. Beim Sturm auf Höhe 304 am 26. Dezember 1916 erhielt er das Eiserne Kreuz II. Klasse und wurde kurz darauf zum Leutnant befördert.
Im April 1917 erfolgte seine Versetzung als Ballonbeobachter zur Feld-Luftschiffer-Abteilung 7, die bis zum Mai 1918 am Chemin des Dames eingesetzt wurde und dann bei der großen Offensive über Aisne, Vesle bis zur Marne nach Dormans kam, wo Holle am 2. Juni das Eiserne Kreuz I. Klasse erhielt. Während seiner Beobachtungstätigkeit im Fesselballon war Alexander Holle dreimal von feindlichen Fliegern abgeschossen worden und jedes Mal mit dem Fallschirm gelandet. Nach dem verhängnisvollen Marne-Übergang am 15. Juli 1918 nahm das Regiment teil an der großen Rückzugsbewegung von Château-Thierry über Laon-Hirson und von hier nach dem Waffenstillstand über Namur, Sankt Vith nach Deutschland, wo Anfang Dezember in Kassel die Demobilmachung erfolgte.
Nach dem Ersten Weltkrieg gehörte er zunächst bei der Reichswehr einer Minenwerferkompanie beim Infanterie-Regiment 16 in Oldenburg an. Von 1928 bis 1929 absolvierte er eine Pilotenausbildung in der geheimen Fliegerschule und Erprobungsstätte der Reichswehr im russischen Lipezk. 1931 wurde er zum Stab der 1. Division nach Königsberg versetzt und absolvierte die Heereskriegsakademie in Berlin. Im April 1934 transferierte er als Hauptmann in die noch geheime Luftwaffe und wurde Referent im Reichsluftfahrtministerium. 1936/37 bekleidete er kurzzeitig die Rolle des Chefs des Stabes der Legion Condor und wurde mit Wirkung zum 1. April 1937 Kommandeur der III. Gruppe des Kampfgeschwaders „Immelmann“ in Anklam. Am 1. Oktober 1937 wurde er zum Oberstleutnant der Luftwaffe und Gruppenkommandeur der I. Gruppe Sturzkampfgeschwaders 162 „Immelmann“ ernannt.
Bei Kriegsbeginn war Holle Stabschef des Luftwaffenkommandos Ostpreußen, später des IV. Fliegerkorps. Vom 15. Oktober 1940 bis Juni 1941 war er als Oberst Kommodore des Kampfgeschwaders 26 und zugleich Fliegerführer Nord in Stavanger. Im Jahre 1942 war er als Fliegerführer Nord (West) in Trondheim u. a. an der Bekämpfung der britischen Nordmeergeleitzüge im Jahre 1942 beteiligt.
Nachdem ihm bereits am 11. Mai 1942 das Deutsche Kreuz in Gold verliehen worden war, erhielt Holle am 30. Dezember 1942 das Ritterkreuz des Eisernen Kreuzes. Zu Beginn des Jahres 1943 befehligte er das X. Fliegerkorps in Athen sowie anschließend den Luftwaffenstab Griechenland. Es folgte am 1. Februar 1943 seine Beförderung zum Generalmajor und schließlich am 1. Januar 1944 zum Generalleutnant. Vom 1. März 1943 bis zum 30. Juli 1943 war er Fliegerführer Nord (Ost). Im August/September 1944 führte er in Vertretung Otto Deßlochs zeitweilig die Luftflotte 4, von September bis November das aus der Luftflotte 3 hervorgegangene Luftwaffenkommando West. Seine letzte Dienststellung war von Dezember 1944 bis Kriegsende die des Kommandierenden Generals der Luftwaffe in Dänemark.
Vom 8. Mai 1945 bis Februar 1948 war Holle in Kriegsgefangenschaft. Nach seiner Entlassung heiratete er am 12. Mai 1948 in Flensburg Friedel Bekowies, mit der er eine Tochter hat.
Am 16. Juli 1978 verstarb Alexander Holle in München. Zu seiner Trauerfeier hatte die Bundeswehr eine Abordnung geschickt. Zwei Soldaten hielten die Ehrenwache am Sarg.